# Muszaki (gmina)
Muszaki – dawna gmina wiejska istniejąca w latach 1945–1954 w woj. olsztyńskim (dzisiejsze woj. warmińsko-mazurskie). Siedzibą władz gminy były Muszaki.
Gmina Muszaki powstała pod koniec 1947 roku w powiecie nidzickim w woj. olsztyńskim w związku z przemianowaniem gminy Jagarzewo na Muszaki. Według stanu z 1 lipca 1952 roku gmina była podzielona na 11 gromad: Grabowo, Grzegórzki, Jagarzewo, Komorowo, Magdaleniec, Módłki, Muszaki, Puchałowo, Róg, Wichrowiec i Więckowo.
Gmina została zniesiona 29 września 1954 roku wraz z reformą wprowadzającą gromady w miejsce gmin. Jednostki nie przywrócono 1 stycznia 1973 roku po reaktywowaniu gmin.